# Brienne (gmina)
Brienne – miejscowość i gmina we Francji, w regionie Burgundia-Franche-Comté, w departamencie Saona i Loara.
Według danych na rok 1990 gminę zamieszkiwały 314 osoby, a gęstość zaludnienia wynosiła 56 osób/km² (wśród 2044 gmin Burgundii Brienne plasuje się na 602. miejscu pod względem liczby ludności, natomiast pod względem powierzchni na miejscu 1201.).